# Catégorisation des suspects du génocide au Rwanda
Après le génocide des Tutsis en 1994, les nouvelles autorités rwandaises se sont trouvées devant un problème de justice inédit : outre le fait que le nombre des magistrats et avocats était dramatiquement réduit (soit qu'en raison de leur appartenance politique ou « ethnique », ceux-ci avaient été massacrés ; soit qu'en raison de leur collaboration avec les anciennes autorités et leur participation à l'extermination des Tutsis, ils avaient fui à l'étranger), le nombre de suspects était, lui, extraordinairement élevé (plus d'une centaine de milliers de personnes emprisonnées). Très vite, l'impossibilité matérielle de procéder à un traitement judiciaire classique de tous ces dossiers s'imposa. Il fut ainsi décidé de hiérarchiser la gravité des crimes et délits commis durant le génocide des Tutsis et de dégager quatre catégories de suspects.

## Catégories

### 1recatégorie
La première catégorie est la suivante :

« La personne que ses actes criminels ou sa participation criminelle rangent parmi les planificateurs, les organisateurs, les incitateurs, les superviseurs et les encadreurs du crime de génocide ou de crimes contre l’humanité ; la personne qui, agissant en position d’autorité au niveau national, provincial ou de district, au sein des partis politiques, de l’armée, des confessions religieuses ou des milices, a commis ces infractions ou a encouragé les autres à les commettre ; le meurtrier de grand renom qui s’est distingué dans le milieu où il résidait ou partout où il passait, à cause du zèle qui l’a caractérisé dans les tueries où la méchanceté excessive avec laquelle elles ont été exécutées ; la personne qui a commis l’infraction de viol ou les actes de tortures sexuelles. »

Jusqu'au 25 juillet 2007 (date de la promulgation de la loi d'abolition de la peine de mort au Rwanda), les crimes commis par les suspects de la 1re catégorie étaient les seuls passibles de la peine capitale. Cependant, bien que la justice rwandaise eût prononcé à des centaines de reprises cette sentence depuis 1994, elle n'avait été appliquée qu'une seule fois (sur 24 personnes en 1998) ; on peut dire qu'il existait une sorte de moratoire implicite en raison, entre autres, de l'impossibilité pour de nombreux états étrangers et pour le Tribunal pénal international pour le Rwanda (TPIR) de collaborer judiciairement avec le Rwanda de façon efficace tant que celui-ci appliquait la peine de mort.

### 2ecatégorie
La seconde catégorie est la suivante :

« La personne que les actes criminels ou sa participation criminelle rangent parmi les auteurs, coauteurs ou complices d’homicides volontaires ou d’atteintes graves contre les personnes ayant entraîné la mort ; la personne qui, dans l’intention de donner la mort, a causé des blessures ou commis d’autres violences graves mais auxquelles les victimes n’ont pas succombé. »

### 3ecatégorie
La troisième catégorie est la suivante :

« La personne ayant commis des actes criminels ou sa participation criminelle la rendant coupable d’autres atteintes graves à la personne sans l’intention de donner la mort. »

### 4ecatégorie
La quatrième catégorie est la suivante :

« Les personnes ayant commis des infractions contre les biens. »

## Conséquence de la catégorisation
Les suspects de ces trois dernières catégories peuvent être jugés par les juridictions gacaca.  En juin 2004, une nouvelle loi organique est promulguée qui fusionne les deuxième et troisième catégories, réduisant ainsi de 4 à 3 le nombre de catégories.